# 頼有賢
頼 有賢（らい ようけん）は台湾の漫画家。中国文化大学マスメディア学科卒。

## 人物
本来はアニメーターであったが、1992年に漫画創作に転向、尖端出版『神奇地帶』に連載した『大唐遊記』をはじめ、『龍少年』及び『少年漫画』などで作品を連載した。またかつては台北市漫画從業人員職業工会理事長を務め、1999年の東アジアマンガサミット台北大会の実行委員長を務めるなどの国際交流活動に参加する傍ら、2003年10月26日には行政院新聞局が支援した台湾人作家による漫画雑誌『GO漫畫創意誌』の編集長を務めた。2004年7月には中華人民共和国上海市に「上海格子文化芸術有限公司」を設立、上海を中心に活動している。

## 作品[1]
- 『真命天子』全16巻（東立出版社）
- 『小和尚』全28巻（東立出版社）
- 『サッカー王』全1巻（格子文化 2006年2月1日 ISBN 986707100X）
- 『平民総統阿扁』全5巻（尖端出版）
- 『大唐遊記』全2巻（尖端出版）
- 『搞怪大俠W』全1巻（湖南文芸出版社 2007年8月1日 ISBN 9787540439668）
- 『搞搞小意思』全2巻（青島出版社）
- 『悪女三十八計』全1巻（重慶出版社 2009年4月1日 ISBN 7229005183）